# Médecine du travail
La médecine du travail désigne en France, en Belgique et dans les autres pays qui ont adopté les particularités du système français, à la fois une spécialité médicale qui concerne la prévention des atteintes à la santé des travailleurs (accidents du travail, maladies professionnelles) et les Services de médecine du (ou de santé au) travail au sein desquels s'exerce cette spécialité. Dans les autres pays, la médecine du travail désigne simplement l'exercice professionnel d'un médecin spécialisé en santé au travail.
Dans le langage courant, le terme « médecine du travail » désigne ainsi, en France, l'institution créée en 1946 pour les salariés du secteur privé, le suivi des agriculteurs (administré par la Mutualité sociale agricole) et celui des fonctionnaires (nommé médecine de prévention) relevant d'autres dispositifs réglementaires. Étant donné les spécificités de la « médecine du travail à la française » et l'impact qu'elles ont eu sur la sémantique, cette interprétation française de « médecine du travail », discipline pratiquée dans des cadres législatifs, réglementaires et organisationnels très différents d'un pays à l'autre, n'a pas de valeur universelle, contrairement à la notion de santé au travail ou de prévention des risques professionnels.

## Définition
Au-delà du contexte français explicité ci-dessus, et pour trouver un dénominateur commun qui puisse résumer la pratique de la discipline au niveau international, la médecine du travail est l'exercice professionnel réalisé par un médecin, généralement spécialisé, consistant à établir un lien entre le travail et la santé, à partir d'une approche clinique et d'une analyse des conditions de travail, à des fins de prévention ou de réparation. Pour conserver son caractère « universel », cette définition doit faire abstraction des dispositifs connexes institués par les législations, réglementations et jurisprudences nationales (aptitude-inaptitude, modalités de reconnaissance et de réparation des atteintes à la santé du fait du travail).

## L'OIT, la santé au travail et la médecine du travail dans le monde
L'organisation internationale du travail a établi, pour les États adhérents, des règles destinées à protéger les travailleurs. On distingue les conventions qui ont un caractère contraignant pour les États qui les ont ratifiées des recommandations qui définissent des orientations aux actions des États membres. Certaines de ces dispositions concernent le domaine de la santé et de la sécurité des travailleurs et contiennent des recommandations concernant les professionnels qui interviennent dans le domaine de la prévention, dont les médecins du travail pour ce qui concerne l'approche clinique et épidémiologique.
Voir Listes des conventions de l'Organisation internationale de travail.
Voir Recommandations adoptées par la Conférence internationale du travail

## Santé au travail et médecine du travail en Europe
Au sein de l'espace européen, les législations nationales en matière de santé au travail transposent la directive européenne 89/391/CEE, relative à l’application des mesures pour promouvoir l’amélioration de la sécurité et la santé des travailleurs. Cette Directive évoque des principes généraux, mais ne se focalise pas sur l'apport spécifique de la médecine du travail aux dispositifs de prévention des risques professionnels, ou sur ses modalités d'organisation qui restent une prérogative des États membres.

### En France
(août 2023).
Si vous êtes l’auteur de ce texte, vous êtes invité à donner votre avis ici. À moins qu’il soit démontré que l’auteur de la page autorise la reproduction et que ce contenu soit compatible avec les principes fondateurs de Wikipédia, cette page sera supprimée ou purgée au bout d’une semaine maximum. En attendant le retrait de cet avertissement, veuillez ne pas réutiliser ce texte.
En France, c'est le ministre communiste Ambroise Croizat qui créée la médecine du travail par une loi du 11 octobre 1946. 
Pour faciliter la formation continue et initiale des médecins dans ce domaine, un groupe de médecins de l'Institut interuniversitaire de médecine du travail de Paris-Île-de-France a créé une « Université virtuelle de médecine du travail » (UVMT).
Les employés concernés sont :
- dans une entreprise privée,
- dans un établissement public industriel et commercial,
- dans un établissement public à caractère administratif employant du personnel de droit privé.

Pour les agents publics, un suivi médical est aussi mis en place.

#### La visite d’information et de prévention
La visite d’information et de prévention, aussi appelée visite d'embauche, est effectuée par le médecin du travail ou l’infirmier du travail.
Elle permet :
- d’interroger le salarié sur son état de santé ;
- de l’informer des risques liés à son poste de travail ;
- de le sensibiliser aux moyens de prévention à mettre en œuvre ;
- d'identifier si son état de santé ou les risques auxquels il est exposé nécessitent une orientation vers le médecin du travail ;
- de l’informer des conditions de suivi de son état de santé et de son droit à demander une visite avec le médecin du travail à tout moment.

Cette visite est réalisée au maximum trois mois après la date d’embauche, sauf si elle a déjà été effectuée au cours des cinq années précédentes.
À l’issue de la visite, le médecin de travail déclare si le salarié est apte ou partiellement ou complètement inapte à son travail.
Le médecin du travail peut aussi proposer des mesures à l’employeur telles qu’une mutation ou une transformation de poste. S’il refuse les propositions du médecin du travail, l’employeur doit alors motiver sa décision.

#### La visite de reprise
La visite de reprise est effectuée par le médecin du travail lorsqu'un salarié revient :
- d'un arrêt maladie pour cause de maladie ou d'accident du travail et lorsque cet arrêt a duré 30 jours minimum,
- d'un arrêt maladie pour cause de maladie professionnelle,
- de congé maternité.

La visite de reprise doit avoir lieu, au plus tard, dans les huit jours suivant la reprise du travail par le salarié.
Cette visite de reprise a comme objectif de s'assurer que le poste est compatible avec l'état de santé du salarié, de proposer au besoin des aménagements, voire son reclassement sur un autre poste.

#### Les autres visites médicales
Les travailleurs doivent se rendre à une visite médicale au minimum tous les cinq ans. Pour les travailleurs handicapés, les travailleurs titulaires d’une pension d’invalidité, et les travailleurs de nuit, le délai maximal entre deux visites est fixé à trois ans.
Les salariés exposés à certains risques tels que, par exemple, l'exposition à l’amiante, au plomb, ou à des agents cancérigènes bénéficient d’autres visites médicales pour leur suivi individuel renforcé.
Enfin, le salarié peut rencontrer le médecin du travail à tout moment si lui ou son employeur en fait la demande.
Les visites médicales réalisées par le médecin du travail s’effectuent sur le temps de travail, sans retenue de salaire. Les frais de transports et tous les autres frais que pourraient occasionner la visite médicale sont pris en charge par l’employeur. Le salarié ne peut pas choisir son médecin du travail.

### Le médecin du travail et son rôle
Indépendant, le médecin du travail a un rôle exclusivement préventif : son action vise à supprimer les facteurs de risque, surveiller la santé du travailleur en fonction de son âge, et de son milieu de travail et minimiser les conséquences du travail sur la santé.
Ainsi, le médecin du travail ou l'infirmier du travail rencontre le salarié plusieurs fois au cours de son parcours professionnel : les visites sont obligatoires lorsque le salarié prend ses fonctions, sauf s'il a déjà réalisé une visite au cours des cinq années précédentes. Une visite doit ensuite être effectuée au minimum tous les cinq ans en général.
Le médecin du travail doit aussi conseiller les employeurs afin d’améliorer les conditions de travail et diminuer les risques professionnels. Dans ce cadre, il peut être amené à effectuer des visites sur les lieux de travail. Chaque année, il rédige un rapport informant notamment le comité d'entreprise et l'employeur des risques professionnels de l'entreprise.

## La médecine du travail dans les autres pays

### En Espagne
La loi 31/1995, du 8 novembre 1995, sur la prévention des risques au travail (BOE numéro 269, du 10 novembre 1995) transpose la directive européenne 89/391/CEE, relative à l’application des mesures pour promouvoir l’amélioration de la sécurité et la santé des travailleurs. Cette loi établit les principes généraux relatifs à la prévention des risques professionnels concernant la protection de la sécurité et de la santé, l’élimination ou la diminution des risques dérivants du travail, l’information, la consultation et la formation des travailleurs en matière de prévention (Art.2 Loi 31/1995).

#### Le comité national de sécurité et de santé au travail
Le Comité National de Sécurité et de Santé au Travail (“Comision Nacional de Seguridad y Salud en el Trabajo: CNSST”) est l’auxiliaire du ministère de la Santé et du ministère du Travail et a pour mission de formuler et de faire appliquer les politiques de prévention en matière de sécurité et de santé au travail (Art.13 Loi 31/1995).

#### Le comité de sécurité et de santé
Ce Comité est relayé au sein même des entreprises de plus de 50 salariés par un Comité de Sécurité et de Santé (Art.38). Celui-ci est constitué de manière égale des Délégués de prévention (« Delegados de Prevencion ») et de l’employeur et de ses représentants. Participent également aux réunions mais sans pouvoir voter les Délégués syndicaux et les responsables techniques de la prévention (comprendre le médecin du travail, ou bien des travailleurs ayant une qualification particulière leur permettant d’éclairer le comité sur les questions de sécurité). Ce Comité se réunit trimestriellement et autant de fois que cela est nécessaire.
Le Comité de Sécurité et de Santé a pour mission de mettre en pratique et d’évaluer les programmes de prévention des risques au sein de l’entreprise (Art.39). Il doit aussi promouvoir des initiatives et informer les travailleurs concernant les méthodes et procédés de production afin de prévenir les risques et réduire les déficiences existantes.

#### Les délégués de prévention
Les délégués de prévention ont pour mission d’agir conjointement avec la direction de l’entreprise à l’amélioration des actions préventives, et à la promotion et à la coopération des travailleurs à la mise en place des règles relatives à la prévention des risques (Art.36). Les délégués de prévention sont les représentants des travailleurs et ont, à ce titre, des fonctions spécifiques en matière de prévention des risques au travail (Art.35). Ils sont désignés par et au sein des représentants du personnel. Le nombre de délégués du personnel est fonction de la taille de l’entreprise selon la répartition suivante :
Nombre de délégués de Prévention par travailleur
Travailleurs		Délégués de Prévention
de 50 à 100	2,
de 101 à 500	3,
de 501 à 1000	4,
de 1001 à 2000	5,
de 2001 à 3000	6,
de 3001 à 4000	7.
Dans les entreprises de moins de 30 travailleurs le délégué du personnel tient aussi le rôle de Délégué de prévention.

#### Sanctions
L’État peut sanctionner les entreprises qui ne respecteraient pas les textes rappelés précédemment. Le Décret législatif royal 5/2000 du 4 août (Art.39) permet de sanctionner les entreprises de façon graduelle (Art.40) selon les dysfonctionnements qui ont pu être relevés dans l’application des textes. La règle de graduation est la suivante (conversion en euros des sanctions prévues dans la résolution 2001/20264) :
- Infractions légères :
  - sanction minimum = de 30,05 à 300,51 euros,
  - sanction moyenne = de 300,52 à 601,01 euros,
  - sanction maximum = de 601,02 à 1 502,53 euros,
- Infractions graves :
  - sanction minimum = de 1 502,54 à 6 010,12 euros,
  - sanction moyenne = de 6 010,13 à 15 025,30 euros,
  - sanction maximum = de 15 025,13 à 30 050,61 euros,
- Infractions très graves :
  - sanctions minimum = de 30 050,62 à 120 202,42 euros,
  - sanctions moyenne = de 120 202,43 à 300 506,05 euros,
- Sanctions maximum = de 300 506,06 à 601 012,10 euros,

C’est l'Inspection du travail et de la Sécurité sociale (Inspeccion de Trabajo y Seguridad Social) qui est compétente pour décider de la mise en place de sanctions contre une entreprise jusqu’à 30 050,61 euros, puis c’est le Directeur général du travail (Director General del Trabajo) jusqu’à 120 202,42 euros, le ministre du Travail et de la Sécurité sociale jusqu’à 300 506,05 euros, et enfin le Conseil des ministres pour toutes sanctions supérieures à 300 506,05 euros (Art.52).

### En Italie
Chaque entreprise, après avoir évalué ses risques selon les dispositions du décret législatif 81/08, doit choisir un médecin, si cette évaluation a révélé des risques pour lesquels la loi prévoit une surveillance de la santé des salariés.
Ce "médecin d'entreprise" peut être un médecin du travail, un médecin autorisé conformément à l'art. 55 du décret législatif 277/91 (aujourd'hui caduc), ou d'un médecin spécialisé en hygiène et médecine préventive, ou en médecine légale et assurantielle, à condition, pour ces deux derniers, d'avoir effectué une spécialisation post-universitaire complémentaire spécifique.
Pour assurer le suivi médical des salariés concernés par la législation, l'employeur peut choisir entre trois options (art. 39 du décret législatif 81/08) :
- passer convention avec un organisme public ou privé qui attribue à l'entreprise un médecin qualifié. Dans ce cas, l'employeur peut accéder à des structures qui, en plus d'un service de surveillance de la santé, proposent également des prestations de sécurité, offrant ainsi un service global. Si l'entreprise choisit de passer convention avec un établissement public (les seuls à assurer la couverture nationale demandée par les entreprises à établissements multiples) le médecin d'entreprise ne pourra pas appartenir au Service de contrôle.
- passer convention directement avec un médecin libéral qualifié;
- salarier un médecin qualifié.

Le service national de santé intervient dans le domaine de la médecine du travail par l'intermédiaire de l’ISPESL (Istituto Superiore per la Prevenzione e la Sicurezza del Lavoro) et via le réseau des ASL (Azienda sanitaria locale) au sein desquelles sont situés les Services de prévention et de sécurité sur les lieux de travail. Ce service, chargé du contrôle, peut être sollicité par l’entreprise à la recherche de conseils sur l’application des normes, mais également par tout salarié estimant que sa santé est mise en cause par ses conditions de travail, sachant que le premier interlocuteur désigné dans ce cas reste le « médecin d’entreprise ».

### En Belgique
Tous les employeurs sont tenus de s’affilier à un service médical du travail, même si aucun des travailleurs qu’ils occupent ne doit être soumis aux examens médicaux prévus.
L’arrêté royal du 28 mai 2003 en ses articles 30 et suivants impose à l’employeur de soumettre obligatoirement aux examens médicaux périodiques et vaccinations certains membres du personnel en fonction des activités qu’ils exercent.
Il s’agit notamment :
- De personnes qui exercent des activités à risque défini. Cette notion reprend les risques de maladies professionnelles et l’exposition à des contraintes.

Il s’agit de toute activité ou poste de travail pour lesquels les résultats de l’analyse des risques font apparaître :
- - l’existence d’un risque identifiable pour la santé de l’agent dû à l’exposition à un agent chimique, physique ou biologique;
  - un lien entre l’exposition à des contraintes à caractère ergonomique, liées à la pénibilité du travail ou à un travail monotone et répétitif;
  - un risque identifiable de charge physique ou mentale de travail ;
  - un lien entre l’activité et un risque identifiable de charge psychosociale.
- Des personnes qui occupent un poste de vigilance poste qui consiste en une surveillance permanente du fonctionnement d’une installation où un défaut de vigilance lors de cette surveillance peut mettre en danger la santé et la sécurité des autres travailleurs,
- des personnes occupant un poste de sécurité,
- des personnes qui entrent en contact avec des denrées ou des substances alimentaires,
- des personnes handicapées,
- des personnes âgées de moins de 21 ans,
- du personnel féminin, en âge de procréer, dont la fonction pourrait entraîner un risque en cas de grossesse.

L’article 35 de l’arrêté royal du 28 mai 2003 précise qu’après une absence de 4 semaines au moins due à une maladie ou à un accident quelconque ou à un accouchement, les personnes visées au paragraphe précédent seront soumises à un examen médical de reprise du travail.

### Aux États-Unis (Occupational medicine)
Dans les années 70, la médecine du travail était l'une des plus petites de toutes les spécialités médicales, ignorée par la plupart des médecins et des écoles de médecine. Les médecins du travail avaient plus souvent rejoint la profession via une réorientation que par leur formation initiale.
En 1970, les agences gouvernementales ont cherché à transformer la médecine du travail en une spécialité clinique majeure, la prospective semblant indiquer la nécessité de former un grand nombre de médecins dans ce domaine. L’internant a été élargi, ainsi que les autres programmes d'enseignement, mais l'industrie et les assurances n’ayant pas été associées à la réflexion, les résultats de ces efforts ont été décevants.
C'est ainsi que, dans le courant des années 90, la moitié des postes de médecins du travail en entreprise ont disparu et les possibilités d’exercice libéral ou privé se sont avérées être beaucoup plus limitées que prévu.
Les tentatives visant à intégrer la médecine du travail dans les programmes des écoles de médecine ont échoué et la plupart des programmes d’internat ont fermé.
La proposition de fusionner la spécialité médecine du travail avec la médecine environnementale n'est pas acceptée par le corps médical et la médecine du travail semble condamnée à « retourner à son ancienne obscurité ».

### Au Canada
Voir la Commission des normes, de l'équité, de la santé et de la sécurité du travail, anciennement Commission de la santé et de la sécurité du travail du Québec.

### Vidéographie
- Ensemble combattons les préjugés sur la médecine du travail, film court fait par l'Association Nationale des Internes en Médecine du travail sur la perception de la spécialité (Présenté en ouverture des Journées Santé-Travail 2014), disponible sur YouTube
- Exemple de serious game au service de la prévention médicale au travail.